# Доріс Бента Марія Леве
Доріс Бента Марія Ле́ве (швед. Doris Benta Maria Löve, 1918, Крістіанстад, Швеція —2000) — шведська жінка-ботанік, біогеограф, фахівець у галузі генетики рослин, особливо активно займалася дослідженнями у Арктиці.
Наукові інтереси: квіткові рослини, папоротеподібні, мохоподібні, гриби.
Більшість робіт написала у співавторстві з чоловіком, ісландським ботаніком Аскеллом Леве (1916—1994), з яким познайомилася під час спільного навчання у Лундському університеті. Подружжя Леве були співавторами значної кількості ботанічних таксонів (іноді це співавторство записують як «Á.Löve & D.Löve», але іноді зустрічається запис «Á. & D. Löve»).

## Наукові роботи
- 1947. Löve, Á; D Löve. Studies on the origin of the Icelandic flora. I. Cyto-ecological investigations on Cakile. Ed. Reykjavík. 29 pp.
- 1953. Löve, Á; D Löve. Studies on Bryoxiphium. The Bryologist: 56; 3: 183—203
- 1954. Löve, Á; D Löve. Cytotaxonomical Studies on the Northern Bedstraw. Am. Midland Naturalist: 52: 1: 88-105
- 1956. Löve, Á; D Löve. Chromosomes & taxonomy of eastern North American Polygonum. Bot. 34 (4): 501—521
- 1975. Löve, Á; D Löve. Nomenclatural adjustments in some European monocotyledons. Folia Geobotanica Vol. 10, Nº 3, ISSN 1211-9520